# 前田豊吉商店
株式会社前田豊吉商店（まえだとよきちしょうてん）は、東京都杉並区にある鍼製造販売の企業。

## 沿革
- 江戸時代 - 神田同朋町（現、千代田区西神田）にて鍼製造業を興す
- 1946年 - 杉並区西荻に移転
- 1968年 - 有限会社前田豊吉商店を設立
- 1970年 - 杉並区松庵に移転
- 2006年 - 現在地に移転。株式会社前田豊吉商店に商号変更。

## 販売
- 毫鍼

この毫鍼は全て手仕上げで作られている。銀鍼は多くの鍼灸養成施設で学生の実技練習用に使われている。
- ディスポーザブル鍼
- 中国鍼
- 磁気鍼
- 短鍼
- 鍼管
- 接触鍼